# 张最良
张最良（1935年2月—2019年6月4日），男，上海人，中国军事运筹学家、系统工程专家，曾任中国人民解放军军事科学院军事运筹分析研究所研究员、博士生导师，中国运筹学会常务理事。